# Gare de Burgos Rosa Manzano
La gare de Burgos Roza Manzano, anciennement Burgos-Rose de Lima, est une gare ferroviaire placée dans la ville espagnole de Burgos. Elle se trouve située dans la banlieue nord-est et dispose d'un accès direct à la route de contournement intérieure nord et à la rocade BU-30, et est voisine des quartiers de Villímar et G-3, à 5 km du centre historique. Elle a été inaugurée le 14 décembre 2008, se substituant à l'ancienne gare bâtie par la compagnie du Nord au début du XXe siècle.
En 2010, la gare a accueilli un trafic total de 330 000 passagers (sans prendre en compte le trafic des trains Media Distancia), pour un total de 30 trains quotidiens.

## Situation ferroviaire
La gare de Burgos Rosa Manzano est située au point kilométrique 373,4 de la ligne de Madrid à Hendaye, entre les gares fermées de Quintanilleja et de Quintanapalla.
Il s'agit d'une gare de premier ordre dans laquelle convergent deux lignes ferroviaires : la ligne impériale Madrid-Hendaye (100) et la ligne directe de Madrid à Burgos (102).
Un cambiador TCRS3 Talgo/CAF(infrastructure permettant le changement d'écartement des bogies des trains) a été construit en sortie nord de la gare de Burgos. Celui-ci est utilisé pour les services Alvia qui utilisent la LGV Burgos - Venta de Baños puis continuent sur la ligne classique vers le nord.

## Histoire

### Première gare de Burgos
L'ancienne gare située, dénommée Burgos Rose de Lima, était située au sud-est de la ville -Burgos-Avenue-. Elle est devenue en 2019 un centre de loisirs pour les enfants.

### Deuxième gare de Burgos
Burgos a souffert pendant de nombreuses années des inconvénients liés au passage des trains dans le sud de la ville. En effet, la ville a crû de manière désordonnée et incontrôlée tout en ignorant l'emprise préexistante de la ligne ferroviaire et sans prévoir de routes le long de la ligne ni d'espaces souterrains ou de ponts pour traverser les voies. Différentes solutions ont été proposées pour résoudre ce problème, mais finalement, la Mairie et le Ministère de Promotion ont opté pour le déplacement de la ligne hors des limites de la ville, au nord, en écartant la possibilité d'une traversée ferroviaire souterraine de la ville comme cela a pu être fait auparavant dans d'autres grandes villes espagnoles. L'abandon de l'option souterraine s'explique par les habituels problèmes avec les nappes phréatiques du fond de la vallée de l'Arlanzón, déjà rencontrés par de nombreux autres projets de travaux publics de la ville, et par l'impossibilité d'estimer le coût de ces travaux. Cette portion nouvelle de la ligne ferroviaire de Madrid à Hendaye a été baptisée « variante ferroviaire de Burgos ». Un accord a été signé entre la mairie de la ville, le ministère de l'Équipement et Renfe (puis avec ADIF) pour démarrer les travaux de la variante ferroviaire de Burgos et sa connexion avec la ligne directe de Madrid à Burgos via Aranda de Duero. Ce consortium s'est également chargé de la vente des parcelles de l'ancienne ligne à travers le sud de la ville, en utilisant les plus-values obtenues pour financer le coût du détournement et d'autres actions complémentaires comme la construction de la nouvelle gare Burgos-Villafría pour accueillir les trains de marchandises.
Les travaux ont duré plusieurs années et ont comporté en la construction de l'actuelle gare voyageurs et de la gare de fret.

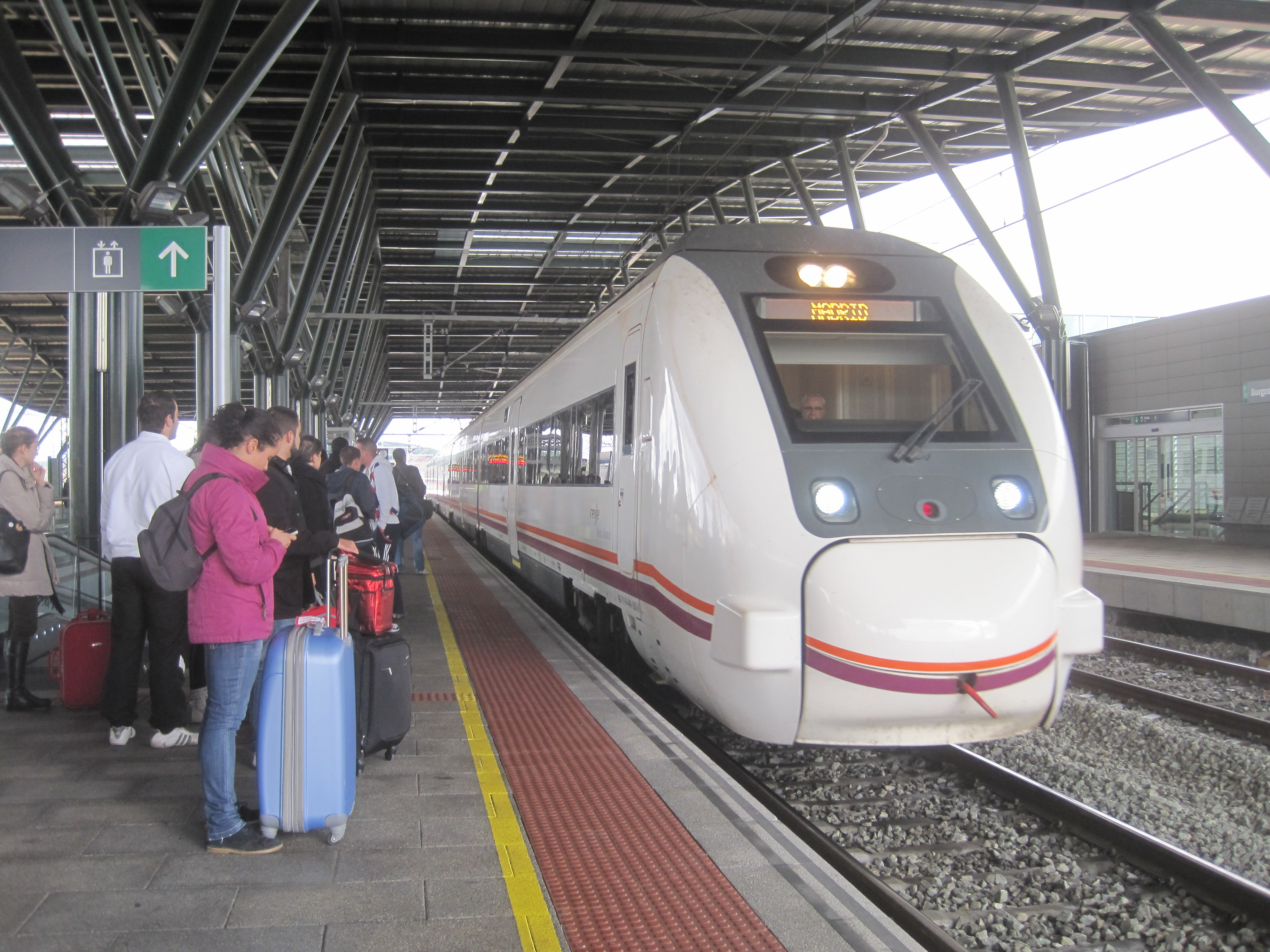
Les services Intercity effectuent des arrêts à Burgos Rose de Lima.

La gare a été inaugurée officiellement le 12 décembre 2008 par des nombreuses personnalités du monde de la politique, aussi bien le ministre de l'Équipement de l'époque, Magdalena Álvarez que le président de l'époque de la Junte de Castille-et-Léon, Juan Vicente Herrera, et le maire de la ville, à ce moment-là Juan Carlos Aparicio. Ces personnalités qui ont réalisé un ultime voyage entre la gare Burgos-Avenue et la nouvelle Burgos Rose de Lima à bord d'un train de la série 130 de Renfe. Pourtant, la nouvelle gare n'a pas été ouverte avant le 15 décembre (malgré des travaux encore en cours).
Le nom de la nouvelle gare de voyageurs, Rosa Manzano, a été choisi par son promoteur, le ministère de l'Équipement. Les conditions requises (non officiellement) étaient qu'il soit un nom de femme, ne soit pas lié à aucune religion concrète et qu'il soit en lien avec la ville de Burgos. Il a finalement opté pour le nom de Burgos Rose de Lima, en l'honneur de Rose de Lima Manzano Gete, dirigeante politique de Burgos qui a été directrice générale du trafic (gestion du réseau routier de l'État espagnol) dans l'un des gouvernements de Felipe González Márquez, première femme préfète en Espagne et morte dans un accident d'hélicoptère. De manière surprenante, le nom de la gare ne reprend pas le nom de famille de « Rose de Lima », qui ne s'agit que d'un prénom.
Par le passé, des trains estivaux s'arrêtaient en gare de Burgos comme l'Estrella « Picasso », reliant Bilbao à Málaga. Le Trenhotel « Francisco de Goya », jusqu'à sa suppression le 15 décembre 2013, reliait Madrid à Paris en effectuant un arrêt à Burgos Rose de Lima. D'autres services de longue distance desservaient la gare de Burgos Rose de Lima comme les Trenhotel (trains-hôtels, c'est-à-dire les trains de nuits espagnols) « Surex » (Surexpresso) qui reliait tous les jours Irun à Lisbonne via Vilar Formoso, ainsi que le Trenhotel « Galice » qui relie Vigo et la Corogne à Barcelone. Ils ont été supprimés en 2020.
Fin février 2021, le nom de la gare a été modifié en Burgos Rosa Manzano.

### 2022: Ouverture de la ligne à grande vitesse de Venta de Baños à Burgos
Une nouvelle ligne à grande vitesse de 86,5 km reliant Venta de Baños à Burgos, prolongeant la ligne à grande vitesse en provenance de Madrid a été construite à partir de 2019. Elle a été ouverte le 21 juillet 2022. Ce projet représente un investissement de 759 millions d'euros.
Depuis la mise en service de la ligne à grande vitesse de Venta de Baños à Burgos, la gare de Burgos Rose de Lima compte six voies dont quatre à quai. Parmi celles-ci, les voies 3 à 6 sont à écartement normal, c'est-à-dire à écartement UIC (1 435 mm) tandis que les voies 1 et 2  (les plus proches du bâtiment voyageurs) seront à écartement ibérique (1 668 mm). Si les délais avaient été tenus, les trains à grande vitesse espagnols auraient commencé à desservir la gare dès la fin 2015.

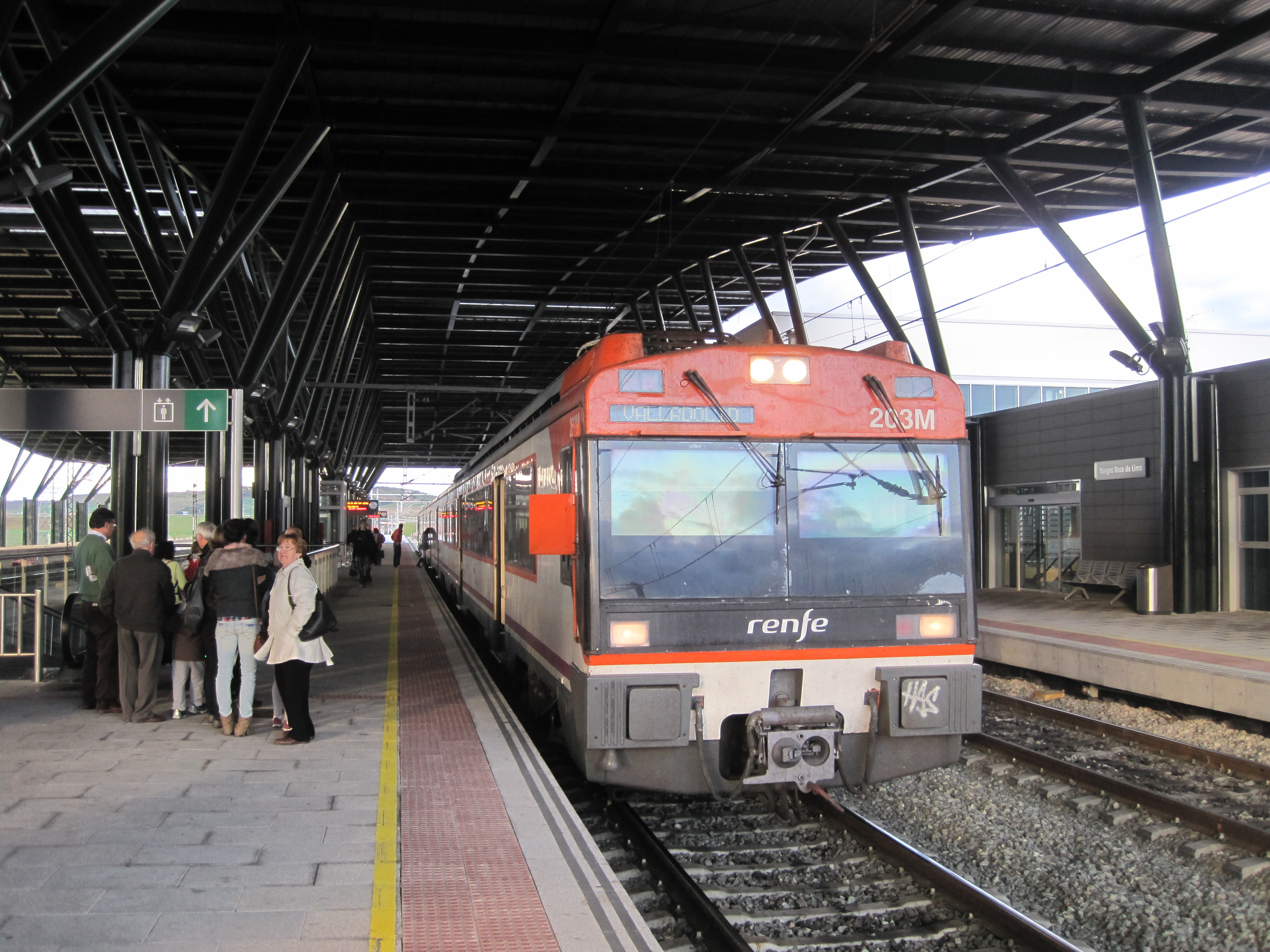
Train Regional Exprés en provenance de Miranda de Ebro à l'arrêt en gare de Burgos Rose de Lima.

La plate-forme de la variante ferroviaire de Burgos est prévue pour accueillir trois voies, ce qui permettra dans le futur la cohabitation entre des trains circulant sur des voies à écartement ibérique et des trains à grande vitesse pouvant circuler sur des lignes à écartement international (ou UIC).
À l'avenir, et grâce à l'urbanisation de tous les tronçons du boulevard ferroviaire, un meilleur service de bus devrait être mis en place. La mise en œuvre d'une ligne reliant la gare avec les Sources Blanches, Gamonal (Burgos), le sud de la ville et l'université, a déjà été annoncée. Ce trajet devrait être réalisé en moins de 25 minutes. En raison de la prévisible faible fréquentation de cette nouvelle ligne (qui ne passera pas par les grands pôles générateurs de trafic comme le centre de la ville ou le quartier de Gamonal, et par des zones dépeuplées comme celle des Sources Blanches), cette ligne sera exploitée avec des fréquences très espacées, si toutefois elle est mise en service.

## Service des voyageurs

### Accueil

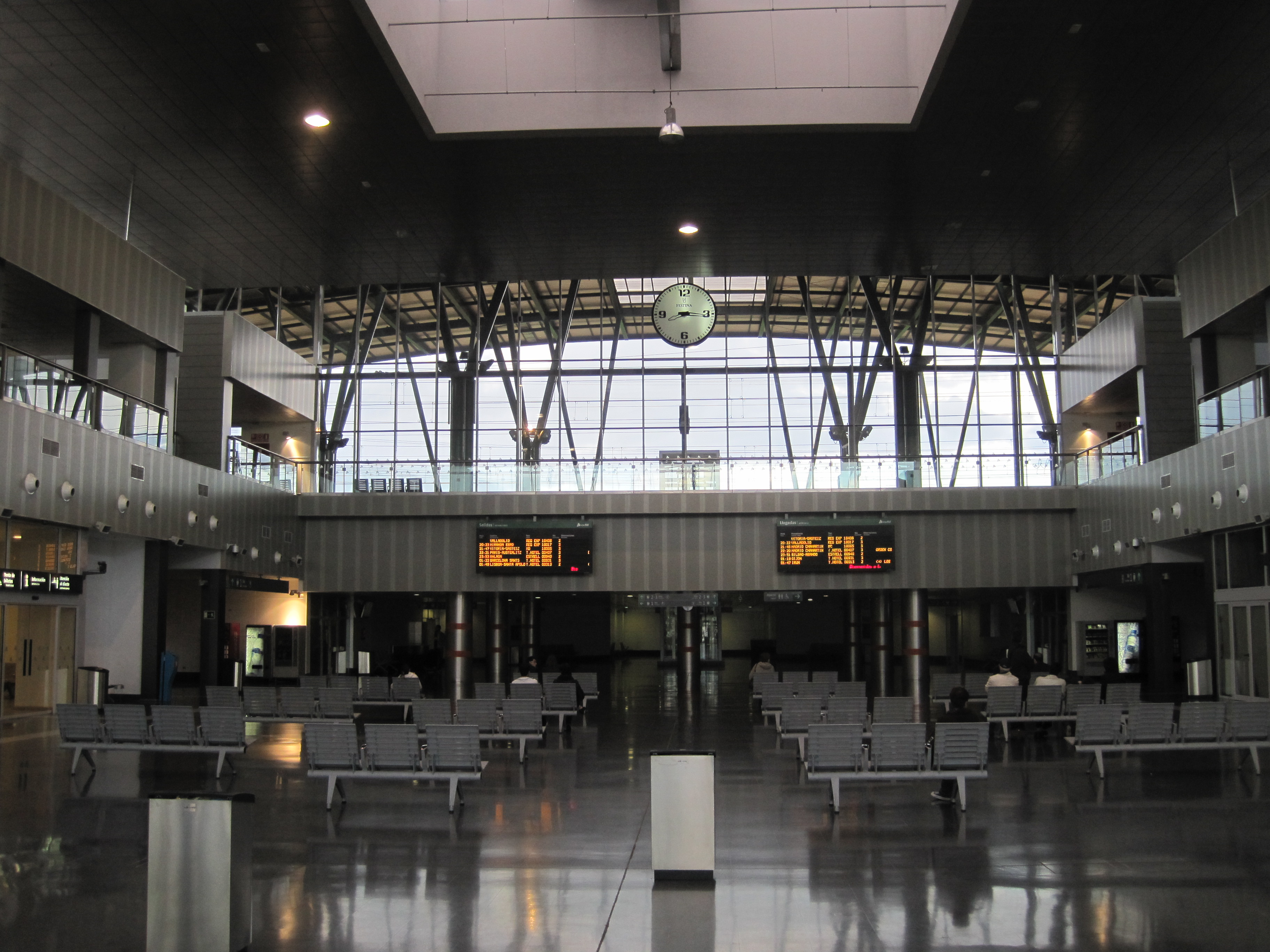
L'accès aux voies se fait à travers un vaste hall.

Le bâtiment voyageurs de la gare se divise en deux étages : un étage inférieur (rez-de-chaussée) et un second au niveau des voies. L'accès à la gare se fait via le rez-de-chaussée, à travers un grand hall central. Celui-ci propose des services de cafétéria, de vente de journaux, d'information aux clients, de vente de billets et de location de véhicules. À l'étage supérieur se trouvent l'accès aux quais et des locaux encore vides qui pourront accueillir à l'avenir de possibles commerces ou bureaux. Ces quais sont accessibles via des escaliers mécaniques ou des ascenseurs. Les quais se trouvent à l'air libre, couverts par une grande marquise.
La gare est équipée de trois quais : le quai 1, situé le long d'une voie à écartement ibérique. Il est le plus proche du bâtiment voyageurs, le quai 2, situé entre une voie à écartement ibérique et une autre récemment transformée en voie à écartement normal pour l'arrêt des trains à grande vitesse. Il existait deux voies à écartement ibérique entre les quais 2 et 3 qui ont été transformées en voies normales en prévision de l'arrivée de la ligne à grande vitesse de Venta de Baños à Burgos. Ces deux voies serviront au passage des trains sans arrêt en gare. Le quai 3 est équipé d'une voie normale en prévision de l'arrivée de la ligne à grande vitesse. De l'autre côté du quai, l'espace a été réservé pour une autre voie, par exemple pour l'arrêt d'autres nouveau trains ou pour le passage de trains sans arrêt.

### Desserte

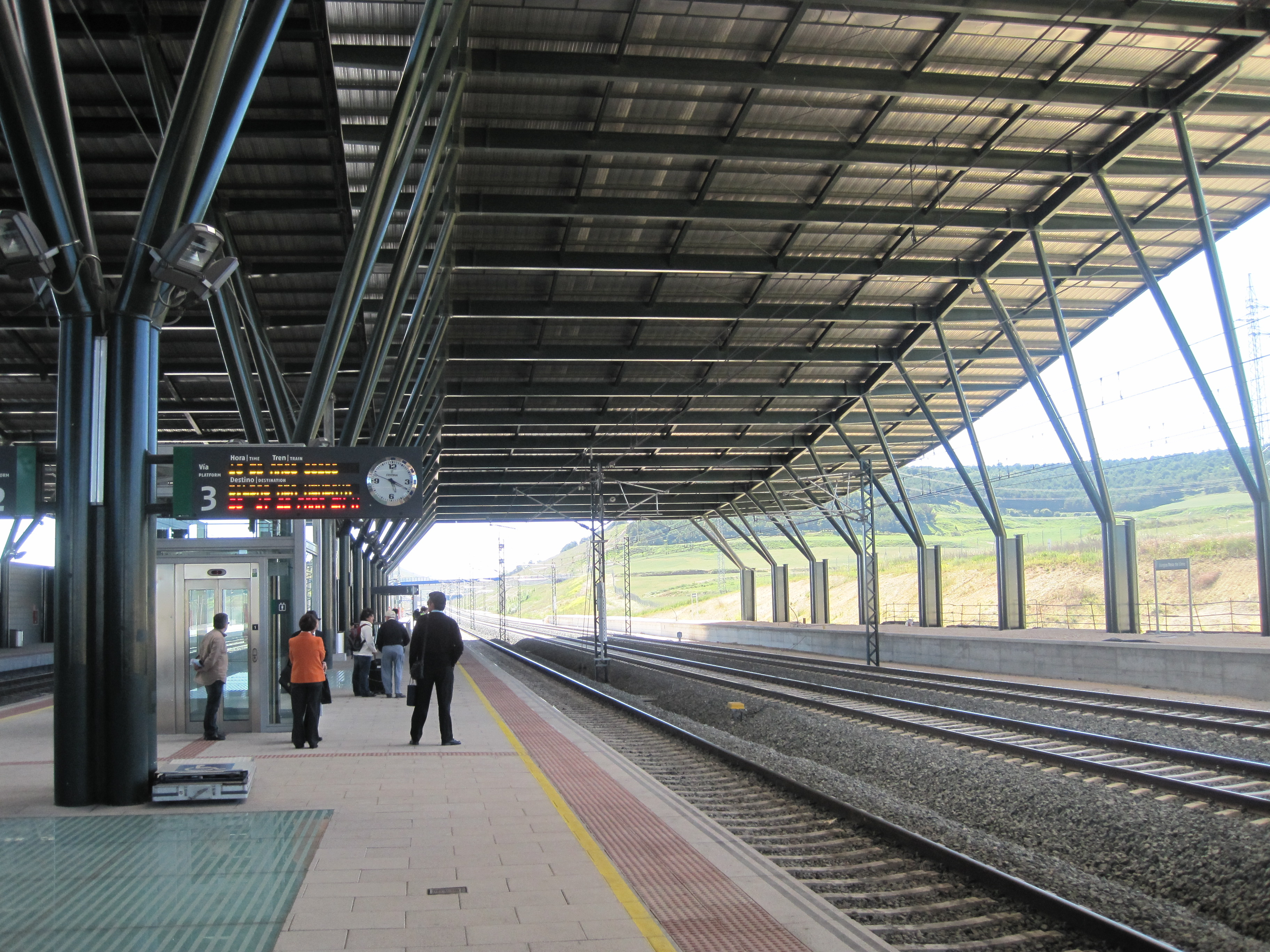
Quai numéro 3, vu en direction de Venta de Baños.

La gare compte 6 voies dont 4 à quai, les deux plus proches sont pour des services de large ibérique (1668 mm) électrifiées en 3000 V CC alors que les voies 3 à 6 sont à écartement normal (1435 mm) et electrifiées en 25 kV AC.
La gare est desservie par des trains de moyenne distance (Media Distancia) qui relient Madrid, Vitoria-Gasteiz et Irun avec des arrêts entre autres en Ávila ou à Medina del Campo, Briviesca, Miranda de Ebro, Alsasua, Zumarraga, Saint-Sébastien et d'autres villages d'importance plus moyenne. Ce service est effectué par des trains de la série 449. Un train Regional Exprés circule également quotidiennement en semaine entre Burgos et Saragosse, au retour entre Vitoria-Gasteiz et Burgos, ainsi qu'un troisième train reliant Madrid à Vitoria.
Parmi les trains de longue distance (Larga Distancia) figurent les services spécifiques de grande vitesse Alvia qui permettent d'utiliser les voies à écartement ibérique et les voies normales (à écartement UIC). Ainsi, ces trains peuvent emprunter les lignes à grande vitesse disponibles ce qui permet une réduction importante des temps de trajet. Ceux s'arrêtant en gare de Burgos Rose de Lima assurent des liaisons entre Madrid et Bilbao ou Hendaye (les deux trains se séparent en gare de Miranda de Ebro) ainsi qu'entre Barcelone, Gijón, Vigo, la Corogne et Salamanque.

### Intermodalité
La plupart de la ville de Burgos est accessible depuis la gare de Burgos Rose de Lima grâce à divers services de transports en commun. Le service de bus municipal relie la gare ferroviaire à la ville à travers trois lignes : Ligne 25: Place de l'Espagne-Rose de Lima-Eladio Perlado : ligne 43 : place de l'Espagne-G2-Villímar-Rose de Lima ; ligne 80 : Rose de Lima - Université.
Un vaste parking gratuit a été construit devant la gare, outre des zones de dépose rapide. L'accès routier est très facile via la route de contournement intérieure nord et à la rocade de Burgos (BU-30).